# Agustinia
Agustinia ist eine Gattung sauropoder Dinosaurier, die in der Unterkreide Südamerikas gelebt hat. Einzige beschriebene Art ist Agustinia ligabuei.
Die fossilen Überreste von Agustinia bestehen lediglich aus Serien der Dornfortsätze von Rücken-, Kreuzbein- und Schwanzwirbeln, Teilen der Hinterbeine und mindestens drei verschiedener Arten von Hautverknöcherungen (vermutlich Osteoderme). Diese Hautverknöcherungen sind in Form von Platten und Stacheln erhalten und könnten entlang der Rückenlinie angeordnet gewesen sein. Eine neuere Studie bemerkt jedoch, dass es sich bei diesen Knochen nicht um Osteoderme, sondern um einfache, altersbedingte Verknöcherungen gehandelt haben könnte. Die Fossilien stammen aus der Lohan-Cura-Formation (Oberes Aptium bis Unteres Albium) in Patagonien (Argentinien) und wurden 1999 von José Bonaparte wissenschaftlich beschrieben.

## Merkmale
Die Reste von 18 Wirbeln wurden in zwei Gesteinsblöcken entdeckt, wobei der erste Block die drei hinteren Rückenwirbel, sechs Kreuzbeinwirbel, und zwei vordere Schwanzwirbel mit einschließt, während der zweite Block aus acht der vorderen und mittleren Schwanzwirbel besteht. Die Wirbel sind stark verwittert, weswegen lediglich Dornfortsätze erhalten geblieben sind. Die Position der Wirbelreste in einer Reihe weist jedoch darauf hin, dass die Wirbel nach dem Tod des Tieres wenig verrutscht sind, und eine Serie von aufeinanderfolgenden, artikulierten Wirbeln repräsentieren.
Es sind acht gut erhaltene, osteodermartige Knochen bekannt, von denen sechs scheinbar in Lebendposition auf der Wirbelserie erhalten geblieben sind. José Bonaparte schreibt, dass diese von ihm als Osteoderme interpretierten Knochen in zwei parallelen Reihen den Rücken- und Kreuzbeinwirbeln folgend angeordnet waren. Er vermutet weiter, dass die Osteoderme untereinander sowie mit den Dornfortsätzen der Wirbel durch Gewebe mechanisch verbunden gewesen sein könnten. Es waren mindestens drei einzigartige, in dieser Form bei keinem anderen Dinosaurier vorhandene Typen von Hautverknöcherungen präsent: Zum einen fand sich eine blattförmige, 21 Zentimeter Durchmesser große Platte. Ein zweiter Typ ist durch eine dünne Platte mit 64 Zentimeter Durchmesser präsent, die zwei seitliche Fortsätze zeigt, welche möglicherweise die Basen früherer langer Stacheln darstellen. Weitere vier Osteoderme zeigen je einen seitlichen Fortsatz; vermutlich handelt es sich hierbei um Hälften des zweiten Typs. Ein dritter Typ ist durch bis zu 80 Zentimeter lange stachelartige, an einem Ende gespaltene Knochen charakterisiert. Diese drei Osteoderm-Typen können laut Bonaparte zur Abgrenzung dieser Gattung von anderen Gattungen verwendet werden.
Bonaparte stellte weiter sechs Kreuzbeinwirbel fest, ein Merkmal, das unter den Sauropoden lediglich die Titanosauria zeigen. Schienbein und Wadenbein sind 84 Zentimeter lang. Die untere Hälfte des Schienbeins war von vorne betrachtet (anteroposterior) dünn, was darauf hinweist, dass das Schienbein dünner war als das von Titanosauriern wie Antarctosaurus oder Saltasaurus. Die Fußknochen entsprechen denen der Titanosaurier.

## Systematik
Die spärlichen Überreste machen es schwer Agustinia taxonomisch einzuordnen. Es wurden Übereinstimmungen mit den Diplodocoidea und den Titanosauria festgestellt, wobei die vermutlichen Osteoderme und die sechs Kreuzbeinwirbel für eine Zugehörigkeit zu den Titanosauria sprechen. So betrachten Upchurch und Kollegen (2004) Agustinia als nicht weiter zuordenbaren Titanosauria (Titanosauria incertae sedis). Kristina Curry Rogers ordnet Agustinia innerhalb der Titanosauria in die Gruppe Lithostrotia ein, welche modernere Formen umfasst.
Forscher um Michael D'emic (2009) bemerken jedoch, dass sich die gefundenen Reste der Kreuzbeinwirbel nicht eindeutig miteinander verbunden sind, sondern dass der hinterste und der vorderste Wirbel vom Rest der Wirbelserie getrennt ist. Somit ist nicht klar, ob Agustinia tatsächlich wie die Titanosauria sechs Kreuzbeinwirbel aufwies. Des Weiteren unterscheiden sich die vermeintlichen Osteoderme von Osteodermen anderer Archosaurier. So merken Michael D'emic und Kollegen an, dass man nicht ausschließen könne, dass diese Knochen gar keine Osteoderme waren, sondern altersbedingte Verknöcherungen, wie sie auch in der Kreuzbeinregion von Camarasaurus entdeckt wurden. Die Forscher kommen zu dem Schluss, dass keine eindeutigen Merkmale vorhanden sind, die eine Einordnung innerhalb der Diplodocoidea oder der Titanosauria erlauben würden, und klassifizieren Agustinia daher als nicht weiter zuordenbaren Neosauropoden (Neosauropoda incertae sedis).
Bonaparte ordnete Agustinia in seiner Erstbeschreibung einer eigenen Familie zu, die Agustiniidae. Diese Familie soll sich – genau wie Agustinia selbst – durch das Vorhandensein der drei Typen von Osteodermen abgrenzen lassen. Diese Familie hat jedoch keine breite Akzeptanz bei den Forschern gefunden.

## Fund und Namensgebung
Der bisher einzige Fund wurde 1997 von einer Expedition des Museo Argentino de Ciencias Naturales (Buenos Aires) einige Kilometer westlich der Stadt Picún Leufú im Süden der Provinz Neuquén entdeckt. Die Gesteine des Fundorts gehören stratigraphisch zum oberen Abschnitt der Lohan-Cura-Formation. Diese Exkursion war Teil eines Programms des Museums in den Jahren 1996 und 1997, das die Entdeckung neuer Wirbeltierfossilien in der Lohan-Cura-Formation zum Ziel hatte. So ist bereits ein Jahr zuvor (1996) ein neuer Sauropode 50 Kilometer westlich von Picún Leufú entdeckt worden.
Der Name Agustinia ehrt den damaligen Studenten Agustin Martinelli, der das Skelett entdeckt hat und dem Grabungsteam des Museo Argentino de Ciencias Naturales angehörte. Das Artepitheth ligabuei ehrt Giancarlo Ligabue, einem italienischen Unterstützer der 1997er Expedition in die Lohan-Cura-Formation.
Der Fund (Holotyp, Exemplarnummer MCF-PVPH-110) befindet sich heute im Cármen Funes Museum in Plaza Huincul. Er besteht aus den Wirbelbögen und Stacheln von drei Rücken-, sechs Kreuzbein- und zehn Schwanzwirbeln. Daneben wurde das fast vollständige rechte Schienbein (Tibia) und Wadenbein (Fibula), fünf artikulierte linke Mittelfußknochen sowie neun Hautverknöcherungen entdeckt.

## Belege

### Hauptquelle
- Jose F. Bonaparte: An armoured sauropod from the Aptian of northern Patagonia, Argentina. In: Yukimitsu Tomida, Thomas H. Rich, Patricia Vickers-Rich (Hrsg.): Proceedings of the Second Gondwanan Dinosaur Symposium. (Held at the National Science Museum in Tokyo on July 12–13, 1998) (= National Science Museum monographs. Nr. 15, ISSN 1342-9574). National Science Museum, Tokyo 1999, S. 1–12, Digitalisat (PDF, 940,23 kB).